# Homosérine
L'homosérine est un acide α-aminé non protéinogène, homologue de la sérine par la présence, dans la molécule, d'un pont méthylène –CH2– supplémentaire. Elle est produite directement ou sous forme d'homosérine lactone à partir de la méthionine issue du clivage d'un peptide par le bromure de cyanogène NCBr.
C'est un intermédiaire du métabolisme de trois acides aminés essentiels : la méthionine, l'isoleucine et la thréonine, un isomère de l'homosérine. Elle se forme par deux réductions successives de l'acide aspartique par l'intermédiaire de l'aspartate semialdéhyde.
Elle intervient également comme sous-produit dans le métabolisme de la L-cystéine à partir de la L-homocystéine par formation d'un thiol à partir de la sérine sous l'action de la cystathionine synthase et de la cystathionase, en passant par la formation de cystathionine par condensation de la sérine sur l'homocystéine avec élimination d'une molécule d'eau, puis clivage de la cystathionine pour donner de la cystéine et de l'homosérine. 
Une déficience en cystathionine synthase conduit ainsi à une homocystinurie tandis qu'une déficience en cystathionase conduit à la cystathioninurie.